# 517嗆馬保臺大遊行

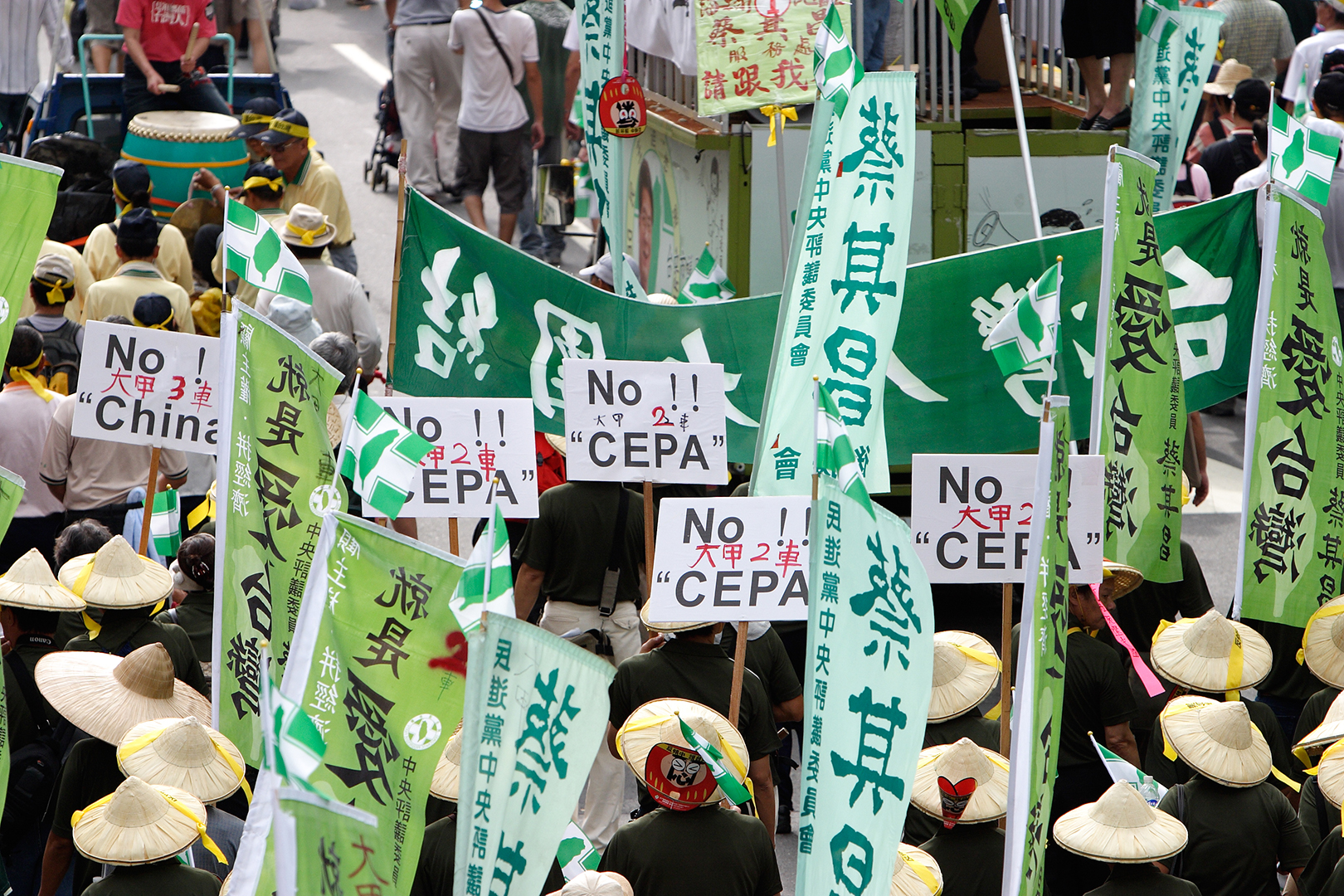
抗議民眾高舉「NO CEPA」看板

517嗆馬保臺大遊行或517反馬政權傾中護臺灣，是2009年中華民國總統馬英九就任一週年的前夕，民主進步黨和臺灣本土社團，於5月17日分別在臺北市和高雄市針對馬英九政府以及劉兆玄內閣發動的一次大規模遊行示威。遊行的四大訴求是「保臺灣，ECFA要公投」、「顧主權，唾棄賣臺權貴」、「救失業，反對無能政府」、以及「護弱勢，反對一中市場」，另外一隊由臺灣教授協會前會長蔡丁貴所帶領的「獨立、建國、挺扁」第五大隊於凱達格蘭大道與四大隊會合。主辦單位聲稱臺北有60萬人、高雄亦有20萬人參加。
此次遊行還發生了兩名參加遊行的民眾被警車高速衝撞，造成一重傷、一輕傷的不幸事故；檢警勘查現場，卻未發現有煞車痕。17日，白天的遊行結束後，晚間10時起於凱達格蘭大道展開24小時的靜坐活動。

## 背景
民主進步黨和臺灣本土社團以「台灣民眾不滿馬英九政府施政，尤以兩岸政策向中國大陸傾斜最為嚴重」、「《集會遊行法》的警察權膨脹，有箝制國民集會遊行自由之疑慮」，以及質疑馬英九政府未落實甚至違背選前政見等理由，號召並舉辦這場遊行。

## 遊行路線
此次遊行共分為五個大隊：

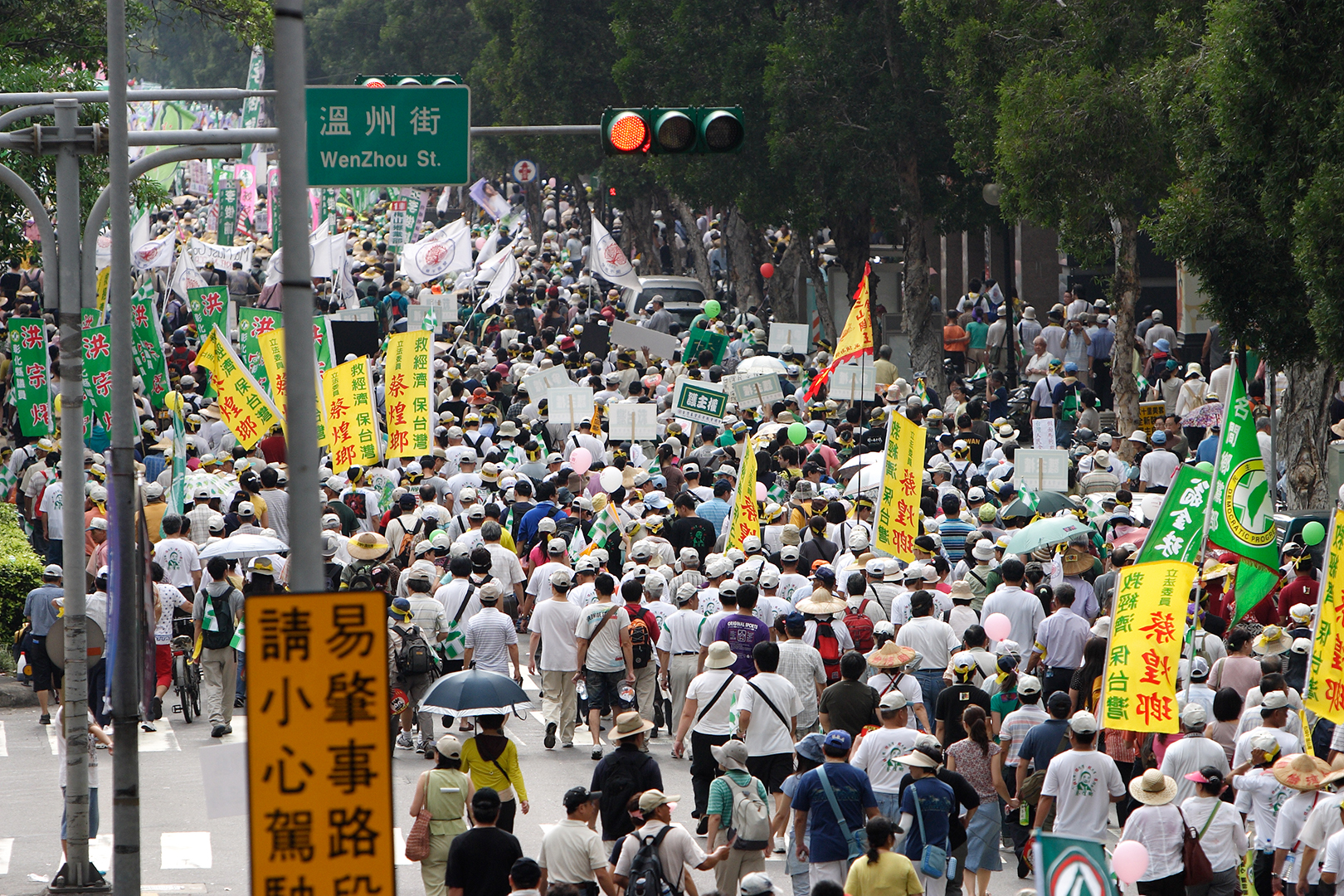
參加民眾經過溫州街

- 顧主權大隊：自頂好商圈出發，隊長為前副總統呂秀蓮。
- 救失業大隊：自中山足球場出發，隊長為前行政院院長謝長廷。
- 保台灣大隊：自台灣大學出發，隊長為民主進步黨主席蔡英文。
- 護弱勢大隊：自萬華車站出發，隊長為前行政院院長蘇貞昌。
- 獨立、建國、挺扁大隊：自板橋車站集結出發，代表獨派的台灣教授協會前會長蔡丁貴領軍，於下午五時於凱達格蘭大道會合。

## 新聞來源
- 80萬人嗆馬反傾中 自由時報
- 拖鞋九宮格、喇嘛吹海螺　民眾嗆馬創意多（页面存档备份，存于） NowNews